# Miltochrista bivittata
Miltochrista bivittata là một loài bướm đêm thuộc phân họ Arctiinae, họ Erebidae.